# Sân vận động Pratt & Whitney tại Rentschler Field
Sân vận động Pratt & Whitney tại Rentschler Field (tiếng Anh: Pratt & Whitney Stadium at Rentschler Field) là một sân vận động ở East Hartford, Connecticut. Sân chủ yếu được sử dụng cho bóng bầu dục và bóng đá, và là sân nhà của Đại học Connecticut (UConn) Huskies. Sân cũng có thể là sân nhà của Connecticut Underground của Freedom Football League; vào mùa thu năm 2010, đây là sân nhà của Hartford Colonials của United Football League. Sân vận động được khánh thành vào năm 2003, là sân vận động đầu tiên được sử dụng chủ yếu bởi một đội NCAA Division I-A (nay là FBS) được khánh thành vào thế kỷ 21. Sức chứa cố định của sân vận động là 40.000 người, bao gồm 38.066 chỗ ngồi cố định với khu vực phòng đứng ở quảng trường bảng điểm có sức chứa lên đến 1.934 người. Sân cũng có khả năng thêm khoảng 2.000 chỗ ngồi tạm thời trong ngày thi đấu như đã làm cho trận đấu bóng bầu dục giữa UConn và Michigan vào năm 2013. Connecticut đã chơi tại Sân vận động Tưởng niệm trong khuôn viên trường ở Storrs trước năm 2003.
Rentschler Field ban đầu là tên của sân bay công ty cho Pratt & Whitney mà trước đây đã chiếm đóng địa điểm này. Sân bay bắt đầu hoạt động vào năm 1931, được đặt theo tên của Frederick Rentschler, người đã thành lập Pratt & Whitney vào năm 1925 và cũng thành lập công ty mẹ của nó, United Technologies. Ban đầu sân được sử dụng cho các chuyến bay thử nghiệm và hoạt động bảo trì, sau đó là hàng không công ty. Khu đất rộng 75 mẫu Anh (30 ha) đã ngừng hoạt động như một sân bay vào những năm 1990 và được United Technologies tặng cho bang Connecticut vào năm 1999. Một khoản tài trợ 65 mẫu Anh sau đó của United Technologies vào năm 2009 cho phép xây dựng thêm bãi đậu xe cỏ bổ sung liền kề sân vận động.
Theo hợp đồng cho thuê với Bang, UConn chơi tất cả các trận đấu bóng bầu dục trên sân nhà tại Rentschler Field.